# خی دلو
خی دلو یک ستاره است که در صورت فلکی دلو قرار دارد. قدر ظاهری این ستاره ۵٫۰۶ است، بنابراین به‌آسانی می‌توان آن را با چشم غیر مسلّح مشاهده کرد.